# Slobodîșce, Berdîciv
Slobodîșce (în ucraineană Слободище) este o comună în raionul Berdîciv, regiunea Jîtomîr, Ucraina, formată numai din satul de reședință.

## Demografie
Componența lingvistică a satului Slobodîșce
     Ucraineană (98,93%)
     Rusă (1,07%)
Conform recensământului din 2001, majoritatea populației satului Slobodîșce era vorbitoare de ucraineană (98,93%), existând în minoritate și vorbitori de rusă (1,07%).